# Agostino Albergotti
Agostino Albergotti (Arezzo, 27 novembre 1755 – Arezzo, 6 maggio 1825) è stato un vescovo cattolico italiano.

## Biografia
Membro cadetto della nobile famiglia aretina degli Albergotti, del ramo dei marchesi di Polino, studiò prima presso i gesuiti ad Arezzo e a Prato, poi nel collegio di Urbino diretto dai padri scolopi. Nel 1779 si laureò a Pisa in diritto civile e canonico e il 10 agosto di quell'anno fu ordinato sacerdote. Proseguì i propri studi teologici a Roma, entrando in rapporti con importanti figure della Curia romana, tra cui i cardinali Leonardo Antonelli e Giacinto Sigismondo Gerdil. Nel 1788 fu nominato vicario generale dell'arcidiocesi di Firenze da monsignor Antonio Martini, seguendo in particolare la pastorale ordinaria e pubblicando numerosi scritti.
Nominato vescovo di Arezzo da papa Pio VII il 20 settembre 1802, fu consacrato il giorno seguente dal cardinale Francisco Antonio de Lorenzana y Butrón, già arcivescovo di Toledo, coconsacranti gli arcivescovi Francesco Maria Fenzi, arcivescovo di Corfù, e Benedetto Sinibaldi.
Il vescovo Agostino si dedicò ad un'intensa attività pastorale e fu particolarmente attento alla formazione del clero, istituendo il Collegio piano per l'avviamento al sacerdozio di giovani bisognosi, cui destinò un cospicuo capitale; riformò gli studi e l'organizzazione dei seminari di Arezzo e di Castiglion Fiorentino. Nel 1803 accolse ad Arezzo i padri passionisti, affidando loro la predicazione nelle chiese e l'organizzazione dei ritiri e degli esercizi spirituali per i sacerdoti.
Contrario alla politica religiosa filo-giansenista del granduca Pietro Leopoldo e del vescovo Scipione de' Ricci, antileopoldino e poi antifrancese, l'Albergotti ebbe sempre difficili rapporti con le autorità governative della sua epoca e fu particolarmente insofferente ad ogni ingerenza statale nel ministero ecclesiastico.

## Opere
- De vita et cultu S. Donati, Arezzo, 1782.
- Commentario storico morale sugli atti di S. Donato, Lucca, 1785.
- La via della santità mostrata da Gesù al cristiano nello spirito e nella pratica della vera devozione al suo Santissimo ed amorosissimo Cuore, Lucca, 1795.
- Il culto di Maria Santissima illustrato, difeso e promosso nella sposizione storica degli avvenimenti successi in Arezzo dal mese di febbraio del 1796 fino a tutto il mese di febbraio del 1800, Lucca, 1800, 2 volumi.
- Gesù penante, 1802.
- Guida all'amorosa e unitiva cognizione di Dio e di Gesù Cristo, Siena, 1819.

## Archivio
L'archivio della famiglia Albergotti è stato acquistato dal Ministero per i beni e le attività culturali e destinato all'Archivio di Stato di Arezzo nel 1997; altre due unità appartenenti al fondo sono state acquistate nel 2000. Contiene documenti del vescovo datati fra la seconda metà del XIX secolo e il primo quarto del XX secolo, relativi prevalentemente alla sua amministrazione personale, all'attività pastorale, alla gestione della mensa vescovile e alla conduzione del Collegio Piano.

## Genealogia episcopale
La genealogia episcopale è:
- Cardinale Scipione Rebiba
- Cardinale Giulio Antonio Santori
- Cardinale Girolamo Bernerio, O.P.
- Arcivescovo Galeazzo Sanvitale
- Cardinale Ludovico Ludovisi
- Cardinale Luigi Caetani
- Cardinale Ulderico Carpegna
- Cardinale Paluzzo Paluzzi Altieri degli Albertoni
- Papa Benedetto XIII
- Papa Benedetto XIV
- Arcivescovo Enrico Enriquez
- Arcivescovo Manuel Quintano Bonifaz
- Cardinale Francisco Antonio de Lorenzana y Butrón
- Vescovo Agostino Albergotti